# Där kräftorna sjunger
Där kräftorna sjunger (engelska: Where the Crawdads Sing) är en roman av den amerikanska författaren Delia Owens. Den publicerades 2018 av G. P. Putnam's Sons på originalspråk och gavs ut på svenska 2020 av Bokförlaget Forum.

## Handling
Kya Clark växer upp i våtmarkerna i North Carolina utan föräldrar. Hennes enda vänner är en flock fiskmåsar. Byborna börjar sprida ut rykten om henne och kallar henne för "träskflickan". När Chase Andrews, traktens populära quarterback, hittas död i närheten av Kyas hem blir hon omedelbart misstänkt. 